# Disaharid
Disaharid (bioza) je ugljeni hidrat formiran kondenzacijom dva monosaharida. Disaharid su jedna od četiri hemijske grupe ugljenih hidrata (monosaharid, disaharid, oligosaharid, i polisaharid). Poput monosaharida, disaharidi su rastvorni u vodi.

## Klasifikacija
Postoje dva tipa disaharida.
- Redukujući disaharidi, u kojima je jedan monosaharid, redukujući šećer, slobodna hemiacetala jedinica. Celobioza i maltoza su primeri redukujućih disaharida.
- Neredukujući disaharidi, u kojima su komponente vezane acetalnom vezom između njihovih anomernih centara i monosaharidi nemaju slobodnu hemiacetalnu formu. Saharoza i trehaloza su primeri neredukujućih disaharida.

## Primeri disaharida
| Disaharid              | Jedinica 1 | Jedinica 2 | Veza    |
| Saharoza (stoni šećer) | glukoza    | fruktoza   | α(1→2)β |
| Laktuloza              | galaktoza  | fruktoza   | β(1→4)  |
| Laktoza (mlečni šećer) | galaktoza  | glukoza    | β(1→4)  |
| Maltoza                | glukoza    | glukoza    | α(1→4)  |
| Trehaloza              | glukoza    | glukoza    | α(1→1)α |
| Celobioza              | glukoza    | glukoza    | β(1→4)  |

Maltoza i celobioza su produkti hidrolize polisaharida, skroba i celuloze, respektivno.

## Literatura
1. ↑  IUPAC. „disaccharides”. Kompendijum hemijske terminologije (Internet izdanje).
2. ↑  „Nomenclature of Carbohydrates (Recommendations 1996)2-Carb-36 Disaccharides.”. Архивирано из оригинала 26. 08. 2017. г. Приступљено 05. 09. 2011.
3. ↑  „Disaccharides and Oligiosaccharides”. Архивирано из оригинала 18. 11. 2018. г. Приступљено 29. 1. 2008.

## Spoljašnje veze
- Disaccharides на 